# Raymond Massaro
Pour les articles homonymes, voir Massaro.
Raymond Massaro, né le 19 mars 1929 dans le 3e arrondissement de Paris et mort le 5 avril 2019, est un bottier et « Maître d'art » français.

## Biographie
Raymond Joseph Massaro fait son apprentissage avec son oncle Donnat Massaro qui dirige l’atelier fondé par son grand-père Sébastien le 15 octobre 1894 au 2 rue de la Paix à Paris, tandis que son père Lazare Massaro chausse, entre autres, la duchesse de Windsor et Marlène Dietrich.
Dans l’atelier familial Massaro naît la ballerine à élastique de Madame Grès.
En 1967, Raymond Massaro reprend la direction de l’entreprise familiale.
Maître d'art depuis 1994, Raymond Massaro fournit les maisons les plus prestigieuses de la mode et de la Haute couture, telles que Chanel, Madame Grès, Karl Lagerfeld, Thierry Mugler, John Galliano, Azzedine Alaïa, Christian Lacroix,…
Depuis 1997, Chanel rachète les maisons d’artisanat de luxe qui travaillent sur ses collections, afin de protéger un savoir-faire français, ce qu’elle a fait en 2002 pour la maison Massaro qui a rejoint sous la filiale Paraffection le chapelier Michel, le plumassier Lemarié, le fabricant de fleurs artificielles Guillet, le bijoutier Goossens, l’orfèvre Desrues et les brodeurs Lesage et Montex.
Raymond Massaro qui a été président de la Chambre Syndicale Nationale des Bottiers et vice-président du Conseil National du Cuir, prend sa retraite en 2008. Il est membre du Conseil des métiers d’art, auprès du ministre de la Culture et de la Communication.

## Distinctions
- Chevalier de la Légion d’honneur (1999)[9].
- Commandeur de l'Ordre national du Mérite (2014)[10]. Officier du 25 octobre 2007.

## Publication
- Secrets de bottier, préface d'Inès de la Fressange, Éditions Laurence Massaro, 2017.  (ISBN 978-2954750989).

### Documentaire et article de presse
- « Signé Chanel », documentaire en cinq épisodes de Loïc Prigent, ARTE 2005.
- Paul Émilie, « Raymond Massaro, bottier de passion », Métier d’Arts, no 237,‎ janvier/février 2008, p. 44 à 48 (ISSN 1631-7726)